# یا سلام (آلبوم)
«یا سلام» آلبومی از هنرمند اهل لبنان نانسی عجرم است.